# Conill d'Assam
El conill d'Assam (Caprolagus hispidus), és un mamífer lepòrid originari del peu de l'Himàlaia. Aquest lepòrid tenia una ampla difusió en el passat, però el seu hàbitat ha quedat molt reduït i degradat per la desforestació, agricultura i els assentaments dels humans i ara es limita a regions aïllades d'Uttar Pradesh, Bihar, Bengala Occidental i Assam. És un dels mamífers més rars del món.